# Табук
Табук (арап. ‏تبوك) је град у Саудијској Арабији у провинцији Ел Табук. Према процени из 2004. у граду је живело 441.351 становника.

## Становништво
Према попису, у граду је 2004. живело 441.351 становника.
| 1974.  | 1992.   | 2004.   |
| ------ | ------- | ------- |
| 74.825 | 292.555 | 441.351 |